# 1188 Gothlandia
Gothlandia (asteróide 1188) é um asteróide da cintura principal com um diâmetro de 12,4 quilómetros, a 1,7940036 UA. Possui uma excentricidade de 0,1808847 e um período orbital de 1 183,88 dias (3,24 anos).
Gothlandia tem uma velocidade orbital média de 20,12582094 km/s e uma inclinação de 4,82274º.
Este asteroide foi descoberto em 30 de Setembro de 1930 por José Comas y Solá.
Seu nome é uma referência a Catalunha, região da Espanha.